# Paroecanthus fallax
Paroecanthus fallax is een rechtvleugelig insect uit de familie krekels (Gryllidae). De wetenschappelijke naam van deze soort is voor het eerst geldig gepubliceerd in 1874 door Saussure.